# Petit lac des Loups Marins
Petit lac des Loups Marins är en sjö i Kanada.   Den ligger i regionen Nord-du-Québec i provinsen Québec, i den östra delen av landet, 1 200 km norr om huvudstaden Ottawa. Petit lac des Loups Marins ligger 315 meter över havet. Arean är 126 kvadratkilometer. Den sträcker sig 28,5 kilometer i nord-sydlig riktning, och 29,0 kilometer i öst-västlig riktning.
Trakten runt Petit lac des Loups Marins är nära nog obefolkad, med mindre än två invånare per kvadratkilometer.